# Elattogarypus cruciatus
Espèce
Elattogarypus cruciatus est une espèce de pseudoscorpions de la famille des Garypidae.

## Distribution
Cette espèce est endémique d'Afrique du Sud.

## Description
Le mâle mesure 1,05 mm et la femelle 1,10 mm.

## Publication originale
- Beier, 1964 : Weiteres zur Kenntnis der Pseudoscorpioniden-Fauna des südlichen Afrika. Annals of the Natal Museum, vol. 16, p. 30-90.